# Vanuatu Daily Post
Vanuatu Daily Post – jedyny dziennik wydawany w Vanuatu. Został założony w 1993 roku pod nazwą The Trading Post. Jego wydawcą jest Trading Post Ltd, największe prywatne przedsiębiorstwo mediowe w kraju. Gazeta ukazuje się w języku angielskim, a jej czytelnictwo sięga 2–3 tys.
Gazetę założył angielski dziennikarz Marc Neil-Jones, działalność finansowali lokalny biznesmen Gene Wong i kontroler finansowy Richard Holstein. Początkowo Trading Post ukazywał się jako tygodnik, od 1994 dwa razy w tygodniu.
Od 1996 roku raporty na temat korupcji i nieprawidłowości w elitach rządzących zamieszczała na jego łamach pierwsza w Vanuatu  Rzeczniczka Praw Obywatelskich, Marie-Noélle Ferrieux-Patterson. Z racji poruszanych tematów Trading Post uznany został za gazetę antyrządową.
Od 1999 roku redakcja była celem ataków inspirowanych przez władze kraju. Dochodziło do pobić dziennikarzy, próby spalenia redakcji, do deportacji redaktora naczelnego oraz odmówienia pozwolenia na pracę dyrektorowi wydawniczemu. W grudniu 2015 roku Marc Neil-Jones zrezygnował z kierowania wydawnictwem. W marcu 2018 roku stanowisko redaktora naczelnego objęła po raz pierwszy kobieta – Jane Joshua.
W maju 2003 roku nazwę gazety zmieniono Vanuatu Daily Post i pod tym tytułem ukazuje się do dziś jako gazeta codzienna od wtorku do soboty.
Marc Neil-Jones zmarł 10 marca 2025 roku.